# Фонд короля Бодуена

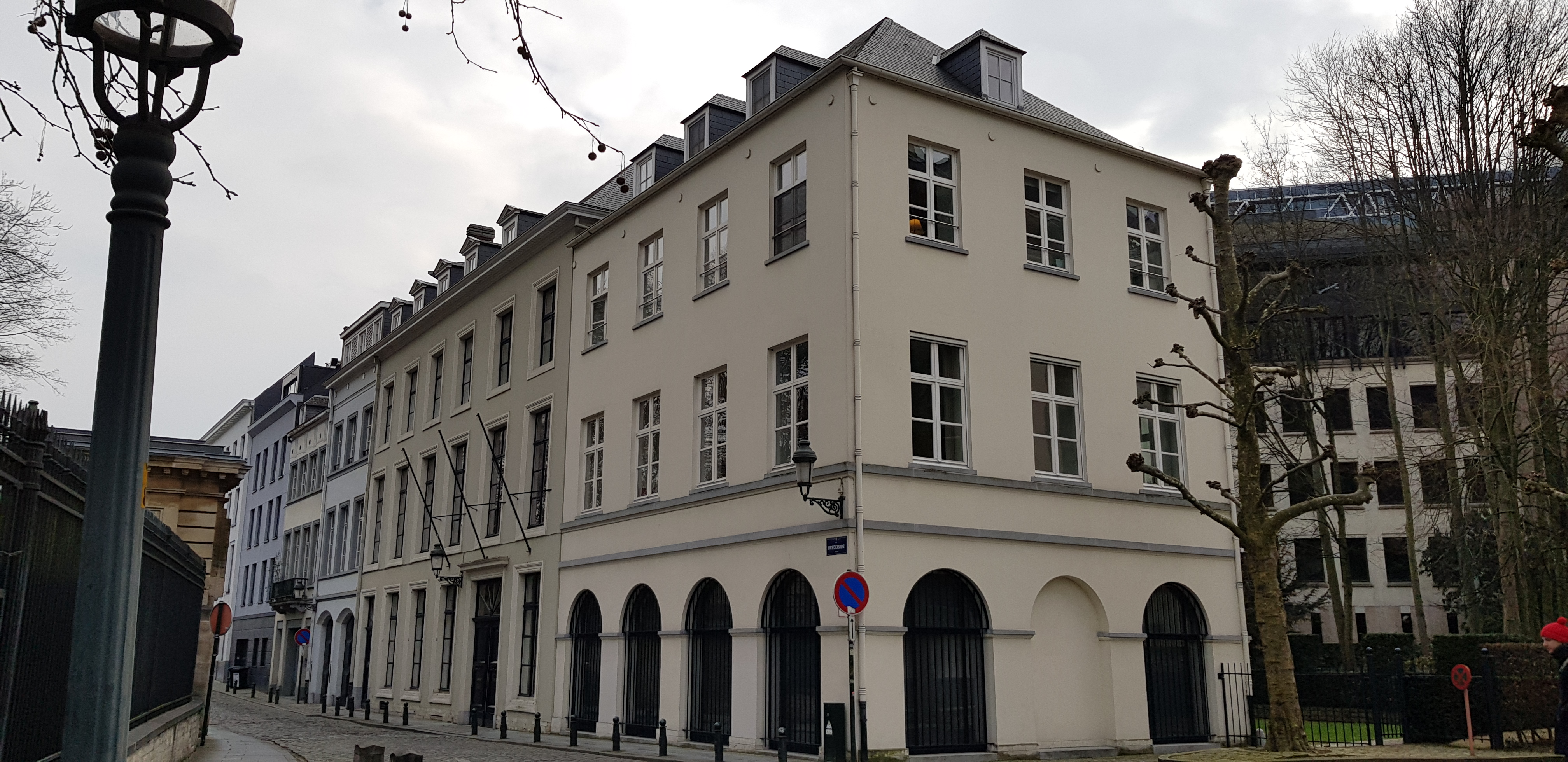
Головний офіс Фонду короля Бодуена

Фонд короля Бодуена (нід. Koning Boudewijnstichting, KBS; фр. Fondation Roi-Baudouin) — це фонд, розташований у Брюсселі, Бельгія, метою якого є поліпшення суспільства через інвестування в натхненні проєкти та видатних особистостей.
Фонд був заснований у 1976 році з нагоди 25-річчя сходження короля Бодуена на престол  і перебуває під почесним президентством королеви Матильди з 2015 року.
Фонд підтримує проекти в Бельгії, а також на європейському та міжнародному рівнях. Для реалізації своїх міжнародних цілей, фонд зареєстрував громадську благодійну організацію в США та відкрив офіс у Нью-Йорку . 

## Організаційна структура
Дорадча рада Фонду короля Бодуена та Рада керуючих визначають ключові напрями роботи.
Раду керуючих очолює П'єр Вунш. У 2023 році генеральним директором фонду став Брієк Ван Дамм.

## Сфери діяльності фонду
Фонд короля Бодуена підтримує проекти в різних сферах:
- Соціальна справедливість і боротьба з бідністю
- Охорона здоров’я
- Спадщина та культура
- Соціальна активність
- Освіта та розвиток талантів
- Клімат, довкілля та біорізноманіття[5]

У 2021 році Фонд імені Короля Бодуена та фонди, які він адмініструє, надали 132 541 857 євро допомоги 1 448 особам і 3 508 організаціям. Фонд також організовує дебати на важливі соціальні теми, публікує результати досліджень у вільному доступі, укладає партнерства та заохочує благодійність у Бельгії, Європі та на міжнародному рівні. 

## Діяльність в Україні
У травні 2022 року Фонд імені Короля Бодуена офіційно висловив підтримку та солідарність з Україною, яка постраждала від повномасштабного вторгнення Росії у лютому 2022 року. Фонд заявив, що надає свої фінансові ресурси, експертизу та мережі для підтримки організацій, які надають допомогу в Україні.
У 2023 році фонд Schréder Together у співпраці з Фондом Короля Бодуена долучився до відбудови міста Бородянка, яке постраждало від повномасштабного російського вторгнення в Україну в лютому 2022 року. Організації розробили план освітлення міста і поставили понад 100 енергоефективних світильників, зокрема навколо залізничної станції та на пішоходних переходах.
Фонд також підтримує україніських науковців, чия робота постраждала через війну, надаючи стипендії на дослідження в ЄС.